# Штейнхофф, Йоханнес
Йоханнес Штейнхофф (нем. Johannes Steinhoff; 15 сентября 1913, Рослебен, Саксония — 21 февраля 1994, Бонн) — немецкий военный летчик-ас во времена Третьего рейха. Один из самых результативных асов Люфтваффе, получил 176 побед в воздушных боях. Оберст люфтваффе (1945). Кавалер Рыцарского креста Железного креста с дубовыми листьями и мечами (1945). После создания бундесвера — один из руководителей создания военно-воздушных сил Западной Германии, где прошёл путь до генерала авиации люфтваффе.
Родился 15.09.1913 г. в местечке Боттендорф, в 43 км юго-западнее г. Галле. В 1932 — 34 гг. Йоханнес Штейнхофф изучал в университете Йены филологию, а затем поступил на службу в Кригсмарине и получил звание лейтенанта. В 1936 г. он перевелся в Люфтваффе и прошел летную подготовку. 
01.11.1938 г. обер-лейтенант Штейнхофф возглавил 1 .(Nachtjagd)/LG 1 (с 01.09.1939 г. — 10.(N)/JG26). 18.12.1939 г. он одержал первые победы, сбив в районе острова Гельголанд два британских бомбардировщика «Веллингтон». 01.02.1940 г. Штейнхоффа назначили командиром 4./JG52. 10 мая он сбил два «Бленхейма», а затем в ходе «Битвы за Англию» — ещё восемь истребителей. 
С началом боев на Восточном фронте его счет стал расти значительно быстрее. К концу августа 1941 г. Штейнхофф одержал уже 35 побед, и 30 августа первым в II./JG52 получил Рыцарский Крест. 
В феврале 1942 г. ему присвоили звание гауптмана, и затем 1 марта назначили командиром II./JG52. 31 августа Штейнхофф одержал 100-ю победу, и три дня спустя был награжден Рыцарским Крестом с Дубовыми Листьями (Nr. 115). 02.02.1943 г. Штейнхофф записал на счет уже 150-ю победу. 
1 апреля того же года он уже в звании майора возглавил JG77. Затем 28.07.1944 г. уже оберст-лейтенант Штейнхофф после 167-ми побед получил  Рыцарский Крест с Дубовыми Листьями и Мечами (Nr.82). 1 декабря его назначили командиром вновь формируемой JG7. 
В январе 1945 г. он принял участие в так называемом «мятеже истребителей» и был снят с должности. После этого Штейнхофф помогал также опальному генерал-лейтенанту Адольфу Галланду формировать JV44. Весной 1945 г., летая на Me.262, он сбил ещё восемь самолетов, и его счет достиг 176-ти побед. Всего Штейнхофф совершил 993 боевых вылета, при этом его самого сбивали 12 раз, но всегда он сажал свой истребитель, ни разу не воспользовавшись парашютом.
8 апреля во время взлета с аэродрома Ахмер его Me.262 потерпел аварию. Самолет загорелся, и на его борту начали взрываться боеприпасы. Наземному персоналу лишь чудом удалось спасти Штейнхоффа. Он получил тяжелейшие ожоги и выписался из госпиталя только в конце 1947 г. Авария оставила ужасные следы на его лице, были обожжены щеки, уши и веки глаз. Из-за сильных ожогов и повреждений глаза не могли полностью прикрываться веками, и Штейнхоффу приходилось спать с практически открытыми глазами. Лишь в 1969 г. английские военные хирурги, проведя сложную пластическую операцию, «сделали» ему новые веки. Удивительно, но за все эти годы он не терял своих летных навыков.
В 1955 г. Штейнхофф прошел в США переподготовку для полетов на реактивных истребителях. В 1958 г. ему присвоили звание бригадного генерала, а в 1962 г. — звание генерал-майора. Несколько лет он был немецким представителем в штабе НАТО. В начале 70-х годов генерал-лейтенант Штейнхофф стал инспектором Бундеслюфтваффе и много сделал для их оснащения современными вооружениями. 04.04.1974 г. он вышел в отставку. 
Умер Штейнхофф 21.02.1994 г. в небольшом городке Вахтберг-Филлип, в 10 км южнее Бонна. 18.09.1997 г. истребительной эскадре Бундеслюфтваффе JG73 было присвоено почетное наименование «Штейнхофф».

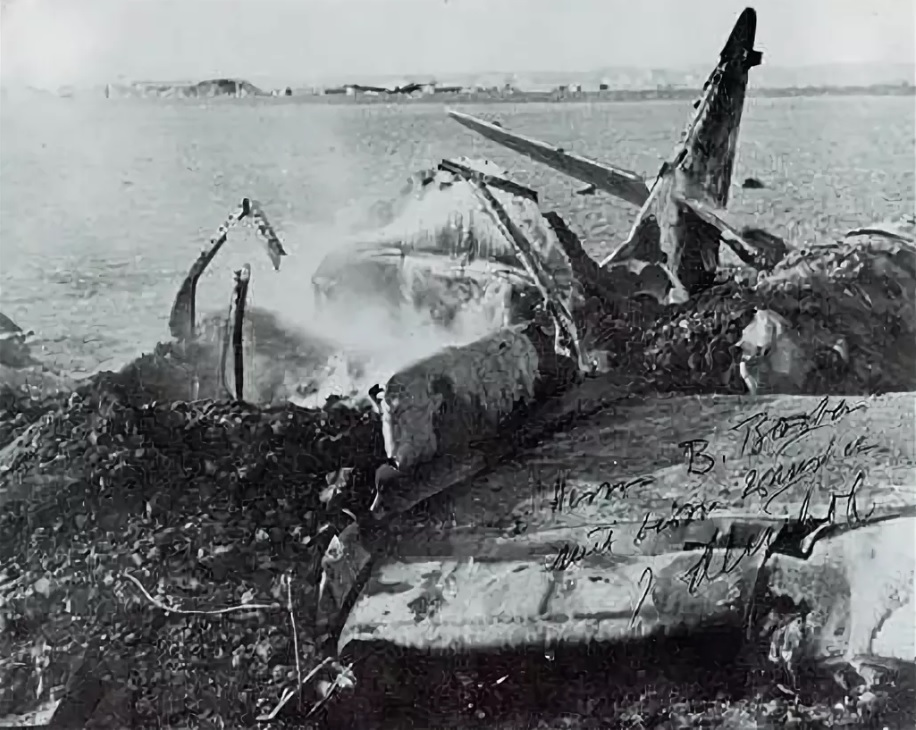
Сгоревший Me-262 оберста Йоханнеса Штайнхофа. 18.04.1945 г., Мюнхен-Рим (München-Riem).